# (4344) Buxtehude
(4344) Buxtehude ist ein Hauptgürtelasteroid, der am 11. Februar 1988 von Eric Walter Elst vom La-Silla-Observatorium aus entdeckt wurde.
Der Asteroid wurde nach dem deutschen Komponisten Dietrich Buxtehude (1637–1707) benannt.